# Antoine Lemaire
Antoine Lemaire (Montargis, ... – ...; fl. XVIII secolo) è stato un giornalista e rivoluzionario francese.
Impiegato alle poste e giornalista hebertista, fu tra gli autori originari della brochure Les Vitres cassées par le véritable père Duchêne député aux États généraux (I Vetri rotti dal vero padre Duchêne deputato agli Stati Generali) nel 1789, poi del giornale Lettres bougrement patriotiques du Père Duchêne (Lettere maledettamente patriottiche di Padre Duchêne) nel 1790.